# Saint-Ignan

Saint-Ignan este o comună în departamentul Haute-Garonne din sudul Franței. În 2009 avea o populație de 277 de locuitori.

## Evoluția populației
| An        | 1975 | 1982 | 1990 | 1999 | 2006 | 2009 |
| --------- | ---- | ---- | ---- | ---- | ---- | ---- |
| Populație | 208  | 220  | 198  | 250  | 255  | 277  |